# Lubcza (Dąbrówka Szczepanowska)
Lubcza – część wsi Dąbrówka Szczepanowska w Polsce, położona w województwie małopolskim, w powiecie tarnowskim, w gminie Pleśna.
Dawniej samodzielna wieś i gmina jednostkowa.
W latach 1975–1998 wieś administracyjnie należała do województwa tarnowskiego.